# 富士サファリパーク

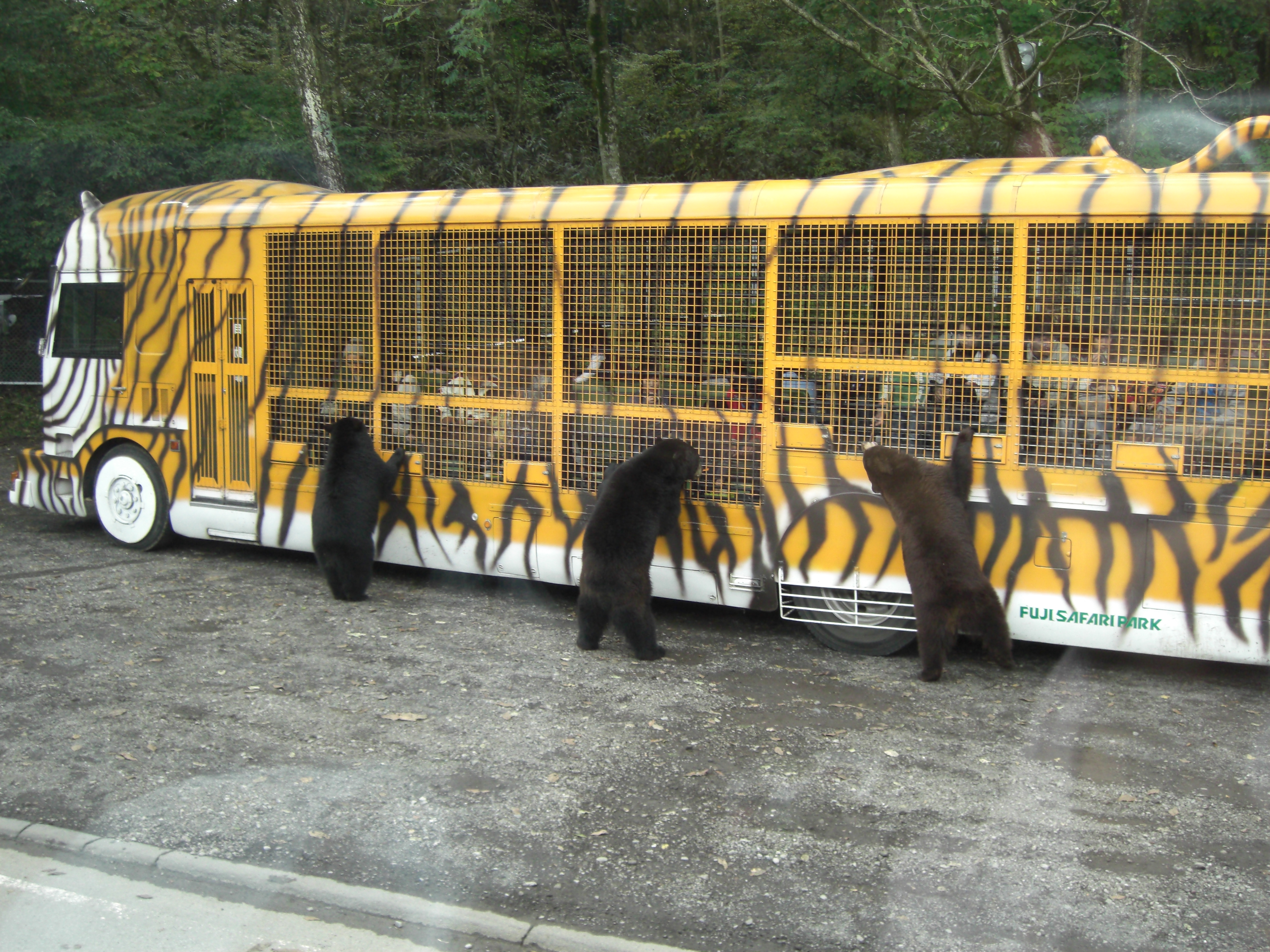
富士サファリパーク内を走るジャングルバス(専用バス)に乗れば、近距離にて動物たちを見ることができる。

富士サファリパーク（ふじサファリパーク）は、静岡県裾野市須山字藤原2255-27にあるサファリパーク形式の動物園。
運営会社は小泉アフリカ・ライオン・サファリ株式会社。また、富士山こどもの国の指定管理者としての運営も営んでいる。

## 施設
日本最大級のサファリパークである。屋外に設定されたコースをマイカー、専用バス、GPS搭載のサファリナビゲーションカーなどで走行することで、間近に動物を観察することが出来る。同種の物に群馬サファリパーク等があるが、それらを大きく超える広さを有し（日本最大級）、園内に生息する動物の数も多い。車で周る以外にも、サファリゾーンの外周を歩きながら自然散策や動物観察ができるウォーキングサファリ（冬季休業）や実際に触れる（餌やり）ふれあい広場、猫や犬の館などがある。また、テレビCM等により全国的な知名度がある（後述）。
園内では、ライオンの子供との写真撮影やアメリカンミニチュアホースのパレード、トナカイのソリ（期間限定）など様々なイベントが行われている。専用バスについては時間指定のチケット方式を取り入れているため、午前中に完売することがある。

## 施設・動物一覧
サファリゾーン
- クマゾーン(アメリカグマ、ヒグマ、ヒマラヤグマ)
- ライオンゾーン(ライオン[注釈 1])
- トラゾーン(アムールトラ)
- チーターゾーン(チーター[注釈 2])
- ゾウゾーン(アジアゾウ[注釈 3])
- 一般草食ゾーン(キリン、エランド、シタツンガ、シマウマ、フタコブラクダ、ブラックバック、シロサイ、ラマ)
- 山岳草食ゾーン(アメリカバイソン、ダマジカ、バーバリーシープ、ヒマラヤタール、ムフロン、ワピチ)

ふれあいゾーン
- ふれあい牧場(アカカンガルー、アメリカンミニチュアホース、カピバラ、ベネットワラビー、ポニー、マーラ、ミーアキャット、レッサーパンダ)
- どうぶつ村(シマリス、アフリカタテガミヤマアラシ、カバ、シマハイエナ、ケープハイラックス、ヒョウ[注釈 4]、モルモット、リカオン、リスザル、ワオキツネザル)
- ネコの館
- イヌの館
- ウサギの館

## CM
富士サファリパークが全国区で有名な理由の一つに、テレビCMで流れるその独特のコマーシャルソング（作詞：大久保真・目黒俊作、作曲：丸山雅仁）が挙げられる。「CMソングを歌っているのは和田アキ子? 松崎しげる?」という問い合わせが当時多く寄せられたが、歌っているのは歌手の串田アキラである。このCMは、現在は主に静岡県・首都圏・中京広域圏の各テレビ局の他、アニマルプラネットでも放送されている。
2005年発売の串田のアルバム『串田アキラ BEST～Feel So Nice』のボーナストラックにこのCMソング（30秒バージョン）が収録された。2006年には、串田が主題歌を担当した特撮ドラマ『ライオン丸G』において同曲が劇中で流され、話題を呼んだ。
なお、歌詞の前半ではライオンとゾウについて、後半ではクマについて歌われている。フルコーラスは約30秒で、通信カラオケでも配信されている

## 歴史

### 年表
- 1980年4月23日 - 開園[11]。
- 2005年10月25日 - 飼育員2名がヒグマに襲われ、1人死亡、1人重傷の事故が発生し、休園[8]。
- 2005年11月17日 - クマ舎改修工事などの安全対策を実施し、営業を再開。
- 2012年6月9日 - 真っ黒なヒョウの仔が2頭誕生[12]。まれな突然変異[12]。1頭はメスで人工哺育で育てられる[12]。
- 2012年10月14日 - 日本国内5例目のゾウの仔が誕生する。
- 2012年10月16日 - 飼育員1名がゾウに襲われ、死亡する事故が発生し、同21日まで休園[13][14]。

### 開園前の論点
当初の建設計画は予定地が富士山山麓かつ国立公園の地域内であるため、静岡県が国立公園の区域を避けさせて、再計画された。
1978年2月には、日本社会党（当時）の島本虎三衆議院議員が、委員会で質したが、静岡県は当時の権威である筑波大学の山本荘毅教授が環境影響予測調査を行い、問題が無いことが示されているとし、そして、建設予定地のそばにある「忠ちゃん牧場」（家畜300頭ほど）を例に出し、計画されている富士自然動物公園の2倍の環境負荷を持っているが、地下水汚染が発生していないことを答弁している。
また、開発区域の付近住民らは裾野市に対し、開発行為許可の取消訴訟を起こしたが、静岡地方裁判所は住民らの請求権は認めず（住民らは法律上の利益を有しないため、原告適格を有しない）、棄却した。